# Litoria xanthomera
Litoria xanthomera är en groddjursart som beskrevs av Davies, McDonald och Adams 1986. Litoria xanthomera ingår i släktet Litoria och familjen lövgrodor. IUCN kategoriserar arten globalt som livskraftig. Inga underarter finns listade i Catalogue of Life.